# أرومية (فطريات)
الأرومية (الاسم العلمي:Blastocladiaceae) هي فصيلة من الفطريات تتبع رتبة الأروميات من الطائفة الأرومانية.

## الأجناس
- الأروماء